# حي النزهة (الأحساء)
النزهة حي في الهفوف في المنطقة الشرقية في المملكة العربية السعودية.

## الموقع
يقع حي النزهة في مدينة المبرز بمحافظة الأحساء على مقربة من حي الراشدية وغرب حي بو سحبل.

## المرافق
الهلال الأحمر بالمبرز، ومركز الرابية للتموينات، ومسجد الإمام الكاظم عليه السلام، ومسجد المرتضى عليه السلام، ومسجد الإمام علي الهادي عليه السلام، وجامع فاطمة الزهراء عليها السلام، والمدرسة الثانوية الثامنة بالمبرز، والمدرسة الابتدائية الثانية عشر بالمبرز، ومسجد الإمام الهادي عليه السلام، ومدرسة الثانويه الثامنه، ومدرسة النزهة الإبتدائية بنين، ومدرسة اليرموك المتوسطة، ومدرسة عبد الله بن سلام الثانوية، والابتدائية الثانية عشر بالمبرز، والمدرسة المتوسطة السابعة بالمبرز، ومدرسة ابن الحاجب الابتدائية، ومركز شبل للتموينات.

## النقل
حيث حل جسر المثلث مشكلة كبيرة في التزاحم بالحي لوجود انسيابية في حركة المرور بعد إنشاء الجسر.